# Rivière Grise
La rivière Grise est un cours d'eau qui coule à Haïti dans le département de l'Ouest, et un fleuve qui a son embouchure dans le Golfe de la Gonâve.

## Géographie
La rivière Grise prend ses sources dans le Parc national La Visite au pic la Selle qui culmine à 2 680 mètres d'altitude et domine le massif montagneux de la Selle. La rivière grise traverse la ville de Croix-des-Bouquets avant de rejoindre la partie méridionale de la plaine du Cul-de-Sac et d'aller se jeter dans la mer des Caraïbes au niveau de la baie de Port-au-Prince, juste au nord de la capitale Port-au-Prince.
Face au risque d'inondations de la rivière Grise, comme celle de 2012 qui menaça la population d'un camp, lors de la tempête tropicale Isaac, d'importants travaux de renforcement des berges ont débuté en 2013.

## Hydrologie
Le bassin versant de la rivière Grise est de 290 km2, le débit moyen ou module de 3,3 m3/s, et le coefficient d'écoulement de 24,0 %.